# Stara Huta (Sainte-Croix)
Pour les articles homonymes, voir Stara Huta.
Stara Huta est une localité polonaise de la gmina de Bieliny, située dans le powiat de Kielce en voïvodie de Sainte-Croix.